# Uruguayaanse Burgeroorlog
De Uruguayaanse Burgeroorlog (Spaans: Guerra Grande oftewel Grote Oorlog) was een serie van gewapende conflicten tussen de Colorado Party en de National Party tussen 1839 en 1851.
Beide partijen kregen buitenlandse steun van zowel buurlanden Brazilië en Argentinië als grootmachten zoals het Britse Rijk en Frankrijk. Er streden ook Italiaanse vrijwilligers mee, zoals Giuseppe Garibaldi.